# Leichtathletik-Halleneuropameisterschaften 2019/Teilnehmer (Luxemburg)
| Gelbes Symbol für Goldmedaillen mit stilisierten Olympischen Ringen | Graues Symbol für Silbermedaillen mit stilisierten Olympischen Ringen | Braundes Symbol für Bronzemedaillen mit stilisierten Olympischen Ringen |
| ------------------------------------------------------------------- | --------------------------------------------------------------------- | ----------------------------------------------------------------------- |
| —                                                                   | —                                                                     | —                                                                       |

Aus Luxemburg starteten drei Athletinnen und zwei Athleten bei den Leichtathletik-Halleneuropameisterschaften 2019 in Glasgow.
Charline Mathias war ursprünglich auch für die 1500 Meter angekündigt, startete aber nur über die 800 Meter.

## Ergebnisse

### Frauen

#### Laufdisziplinen
| Athletin               | Disziplin | Vorlauf     | Vorlauf | Halbfinale         | Halbfinale         | Finale             | Finale             |
| Athletin               | Disziplin | Zeit        | Platz   | Zeit               | Platz              | Zeit               | Platz              |
| ---------------------- | --------- | ----------- | ------- | ------------------ | ------------------ | ------------------ | ------------------ |
| Patrizia van der Weken | 60 m      | 7,41 s      | 27      | nicht qualifiziert | nicht qualifiziert | nicht qualifiziert | nicht qualifiziert |
| Charline Mathias       | 800 m     | 2:04,73 min | 12      | nicht qualifiziert | nicht qualifiziert | nicht qualifiziert | nicht qualifiziert |
| Vera Hoffmann          | 1500 m    | 4:21,07 min | 20      | –––                | –––                | nicht qualifiziert | nicht qualifiziert |

### Männer

#### Laufdisziplinen
| Athlet          | Disziplin | Vorlauf     | Vorlauf | Halbfinale | Halbfinale | Finale             | Finale             |
| Athlet          | Disziplin | Zeit        | Platz   | Zeit       | Platz      | Zeit               | Platz              |
| --------------- | --------- | ----------- | ------- | ---------- | ---------- | ------------------ | ------------------ |
| Charles Grethen | 1500 m    | 3:50,42 min | 21      | –––        | –––        | nicht qualifiziert | nicht qualifiziert |

#### Sprung/Wurf
| Athlet       | Disziplin   | Qualifikation | Qualifikation | Finale  | Finale |
| Athlet       | Disziplin   | Weite         | Platz         | Weite   | Platz  |
| ------------ | ----------- | ------------- | ------------- | ------- | ------ |
| Bob Bertemes | Kugelstoßen | 20,97 m       | 3             | 20,70 m | 5      |